# Günter Wiatrek
Günter Wiatrek (* 24. Februar 1938 in Berlin) ist ein deutscher Fernsehansager. Er war Nachrichtensprecher der Tagesschau und der Berliner Abendschau.

## Leben
Günter Wiatrek wurde in Berlin geboren und wuchs im damaligen Ost-Berlin auf.
Wiatrek arbeitete als Sprecher bei Radio Luxemburg und beim Sender Freies Berlin bei der Berliner Abendschau und im Hörfunk, wo er regelmäßig die Nachrichten verlas. 1974 waren die Sprecher der 20-Uhr-Ausgabe der ARD Tagesschau ziemlich gering besetzt und sie suchten junge Sprecher; deshalb holte man Wiatrek in demselben Jahr ins Team. Allerdings verließ er 1975 die Tagesschau wieder und arbeitete bis zu seiner Pensionierung nur noch im SFB-Hörfunk und bei der Berliner Abendschau. Des Weiteren las er häufig die Presseschau im gemeinsamen Vormittagsprogramm von ARD und ZDF.